# 洛雷托 (南下加利福尼亚州市镇)

洛雷托市镇所在位置

洛雷托是墨西哥南下加利福尼亚州的一个市镇，位于科蒙都市镇以东。洛雷托于1992年析置自科蒙都区。总面积4,311 km² (1,664.49 sq mi)。总人口11,839(2005)，其中87%的人口居住在洛雷托市。
主要社区包括洛雷托市、圣哈维尔村等。首府位于洛雷托市。